# Ave Barrera
Ave Barrera (Guadalajara, 1980) es una escritora y editora mexicana, ganadora del premio de Primera Novela Sergio Galindo en 2013 de la Universidad Veracruzana  y del Concurso Internacional de Libro de Artista 2015. Su novela Restauración obtuvo el Premio Lipp en 2018.

## Biografía
Es licenciada en Letras Hispánicas por la  Universidad de Guadalajara y estudió la maestría en Letras Modernas Portuguesas de la UNAM. En 1995 y 1997 ganó el Concurso Creadores Literarios FIL Joven, en la categoría de cuento. 
En 2013 gana por unanimidad el Premio Latinoamericano a Primera Novela Sergio Galindo con la obra Puertas demasiado pequeñas, cuya trama gira en torno a un copista que falsifica una tabla del siglo XVI en la Guadalajara de los años 90. La intriga se desarrolla en una casa atribuida al arquitecto Luis Barragán.
En 2016 fue una de los 20 escritores latinoamericanos invitados a la FIL Guadalajara para el programa "Ochenteros: Nuevas voces de la narrativa latinoamericana".
También es autora de literatura infantil y ha publicado reseñas de libros para el Suplemento Confabulario de El Universal. En 2015 obtuvo el primer lugar en el Concurso Internacional de Libro de Artista LIA con la obra "21,000 princesas", en coautoría con Lola Hörner, que aborda el tema del feminicidio en México.

## Libros
Novela
- 2013, Puertas demasiado pequeñas (Premio Sergio Galindo)
- 2016, Puertas demasiado pequeñas (nueva edición, Laguna Libros, Alianza Editorial)
- 2023, The Forgery (Charco Press)
- 2019, Restauración (Paraíso Perdido, Premio Lipp de novela)
- 2024, Notas desde el interior de la ballena (Lumen)[5]

Literatura infantil
- 2014, Una noche en el laberinto  (Edebé)
- 2014, Así era Monte Albán  (Fundación Armella)
- 2015, Nezahualcóyotl, coyote hambriento  (Fundación Armella)
- 2916, Tláloc, piedra de agua  (Fundación Armella)

Cuentos
- 2014, Jugar con fuego ("20 años Creadores Literarios FIL Joven", publicado por FIL Guadalajara)[6]
- 2015, La caja  (Revista Tierra Adentro)[7]
- 2014, Aquellas tristes camelias blancas (2014) (Revista Punto de Partida)
- 2013, El giro (Revista Penumbria)
- 2015, Objetos perdidos (Antología "Río entre piedras, Guadalajara como espacio narrativo", Editorial Paraíso Perdido)
- 2016, Cena para cuatro  (Revista Punto de partida)[8]

## Premios y reconocimientos
- 2013, Premio Sergio Galindo, Puertas demasiado pequeñas.[2]
- 2015, Concurso Internacional de Libro de Artista Lía, 21,000 Princesas, realizado en coautoría con Lola Hörner.[4]
- 2018, Premio Lipp, Restauración.[1]